# Bobby Thigpen
Robert (Bobby) Thomas Thigpen (né le 17 juillet 1963 à Tallahassee, Floride, États-Unis) est un ancien lanceur de relève ayant joué dans les Ligues majeures de baseball de 1986 à 1994 ainsi qu'au Japon. Il est depuis novembre 2012 l'instructeur des releveurs des White Sox de Chicago.
Thigpen est surtout connu pour avoir été de 1990 à 2008 le recordman des Ligues majeures au chapitre des sauvetages en une saison, avec 57 pour les White Sox de Chicago en 1990.

## Biographie
Bobby Thigpen est sélectionné par les Brewers de Milwaukee le 11 janvier 1983, mais ne signera pas de contrat avec cette équipe. Les White Sox de Chicago le sélectionnent à leur tour en 4e ronde du repêchage amateur de juin 1985 et c'est dans cet uniforme qu'il participera à son premier match dans les majeures, le 6 août 1986. Il devient vite le stoppeur de l'équipe.
Après deux premières saisons de 34 sauvetages en 1988 et 1989, Thigpen connait la meilleure saison de sa carrière en 1990 avec 57 victoires sauvegardées (en 65 tentatives), établissant un record des Ligues majeures qui tenait toujours à l'issue de la saison 2007. En 1990, Thigpen conserve une moyenne de points mérités de 1,83 et est choisi dans l'équipe d'étoiles de la Ligue américaine.
Les 57 sauvetages de Thigpen aurait pu lui valoir le trophée Cy Young, honneur rarement décerné à un releveur, mais cette même saison Bob Welch des A's d'Oakland remporte un total impressionnant de 27 victoires en saison régulière et reçoit le titre de meilleur lanceur de la ligue.
Bobby Thigpen préserve 30 victoires en 1991 et 22 en 1992, mais il commence à éprouver des maux de dos qui affecteront ses performances. Il sera éventuellement remplacé dans le rôle de releveur numéro un des Sox par son coéquipier Roberto Hernandez.
Le 10 août 1993, Thigpen est échangé aux Phillies de Philadelphie en retour de José DeLeón. Il termine la saison avec les Phillies, qui remportent le championnat de la division Est de la Ligue nationale. Il lancera dans la Série de championnat et dans la Série mondiale, où Philadelphie s'incline devant Toronto.
Le 31 janvier 1994, le lanceur signe un contrat comme agent libre avec les Mariners de Seattle, mais ne participera qu'à sept matchs avec sa nouvelle équipe. Il annonce le 29 avril sa retraite des Ligues majeures.
Les 201 victoires préservées de Bobby Thigpen le placent au 36e rang (après la saison 2007) de l'histoire du baseball majeur.
Après sa retraite des majeures, Thigpen a lancé au Japon pour les Daiei Hawks de Fukoka (aujourd'hui les SoftBank Hawks), mais ses problèmes de dos mirent un terme à sa carrière.

## Carrière d'entraîneur
Bobby Thigpen est en 2007 et 2008 le gérant des White Sox de Bristol, un club-école de niveau recrues des White Sox de Chicago dans l'Appalachian League.
Le 27 novembre 2012, il devient instructeur des lanceurs de relève chez les White Sox de Chicago, remplaçant Juan Nieves.